# Ptolomeu de Assis Brasil
Ptolomeu de Assis Brasil est un militaire et homme politique brésilien, gouverneur de l'État de Santa Catarina de 1930 à 1932.
À la suite de la révolution de 1930, il prend la direction de l'État de Santa Catarina en tant qu'administrateur militaire. En 1932, il renonce à ses fonctions pour raisons personnelles.